# Beisebol nos Jogos Olímpicos de Verão de 2020 - Qualificação
Este artigo detalha a fase de qualificação do softbol nos Jogos Olímpicos de Verão de 2020. (As Olimpíadas foram adiadas para 2021 devido à pandemia de COVID-19). Seis seleções qualificaram para o torneio. Como país-sede, o Japão obteve qualificação automática. Israel também qualificou ao vencer o Evento de Qualificação da África/Europa em setembro de 2019.
Além disso, duas seleções conseguiram qualificação no torneio Premier12 da WSBC de 2019, realizado em novembro de 2019. O México conseguiu a vaga como a melhor equipe das Américas, e a Coreia do Sul ganhou a vaga para Tóquio 2020 como a melhor equipe da Ásia/Oceania (à parte do Japão, já qualificado). Os Estados Unidos venceram o Evento de Qualificação das Américas na Flórida, no início de junho de 2021, carimbando vaga para as Olimpíadas.
A última vaga será entregue ao vencedor do Torneio de Qualificação Final, que será realizado no fim de junho de 2021.

## Linha do tempo
| Evento                                  | Data                            | Local                            | Vagas | Qualificado            |
| --------------------------------------- | ------------------------------- | -------------------------------- | ----- | ---------------------- |
| País-sede                               | 3 de agosto de 20161            | —                                | 1     | Japão                  |
| Evento de Qualificação da África/Europa | 18 a 22 de setembro de 2019     | Bolonha / Parma                  | 1     | Israel                 |
| Premier12 da WSBC de 2019               | 2 a 17 de novembro de 2019      | Tóquio2                          | 2     | Coreia do Sul · México |
| Evento de Qualificação das Américas     | 31 de maio a 5 de junho de 2021 | Port St. Lucie / West Palm Beach | 1     | Estados Unidos         |
| Torneio de Qualificação Final           | 22 a 26 de junho de 2021        | Puebla de Zaragoza               | 1     | República Dominicana   |
| TOTAL                                   |                                 |                                  | 6     |                        |

1O Beisebol foi incluído nos Jogos Olímpicos de 2020 durante a sessão do COI em 3 de agosto de 2016.

2O Premier12 da WBSC foi disputado no Japão, no México, na Coreia do Sul e no Taipé Chinês, com a final disputada em Tóquio.

## Evento de Qualificação da África/Europa

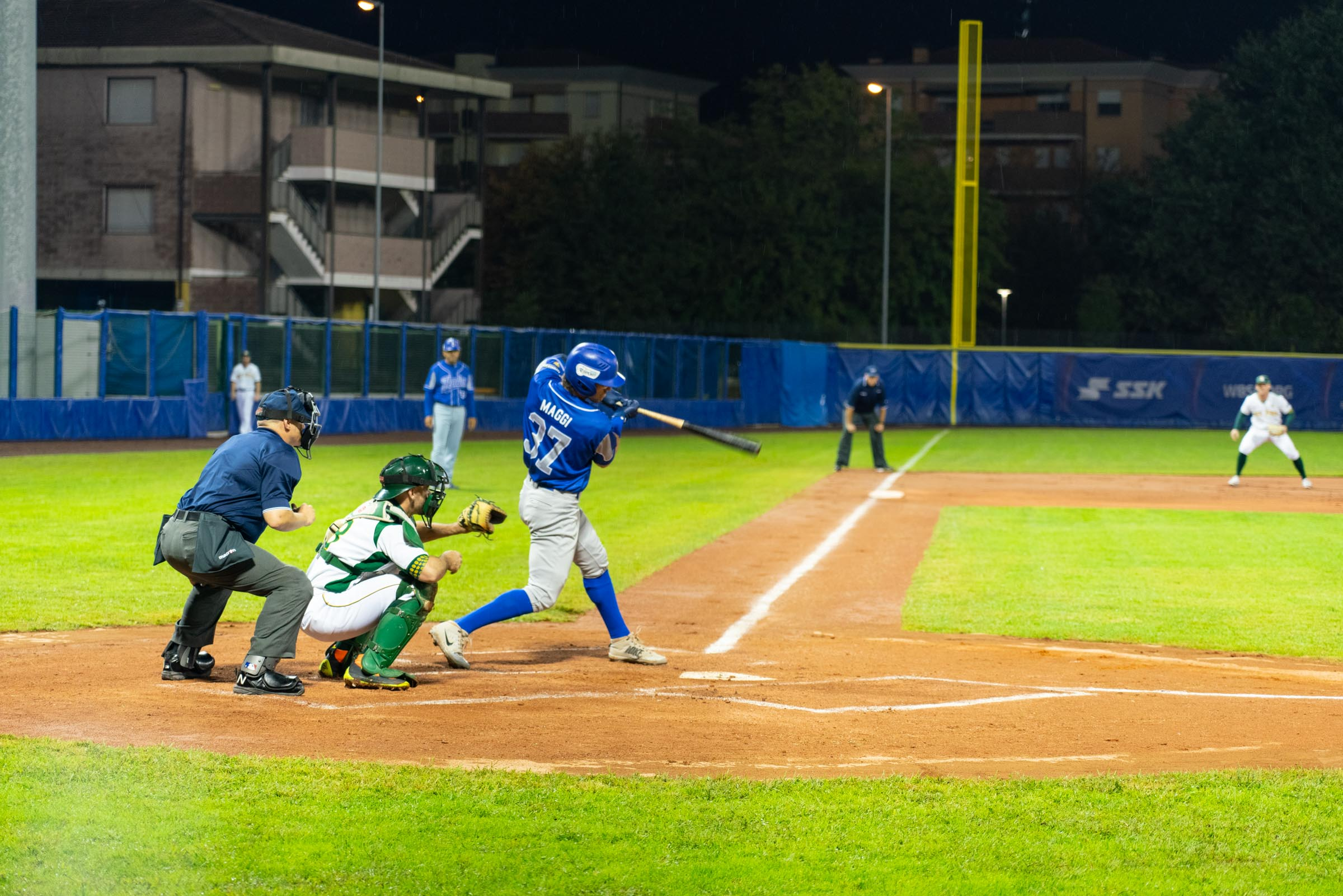
Drew Maggi rebate para a Itália durante o torneio de qualificação

Israel conseguiu qualificação olímpica ao vencer o torneio de dois continentes, Europa e África. O torneio foi um campeonato de pontos corridos, em que todos se enfrentaram. Foi realizado em Parma e Bolonha, Itália, de 18 a 22 de setembro de 2019. Teve a participação de seis equipes: Países Baixos, Itália, Espanha, Israel e República Checa (as cinco primeiras equipes do Campeonato Europeu de Beisebol de 2019), além da África do Sul (vencedora do Campeonato Africano de Beisebol de 2019).
Petr Čech, da República Checa, liderou o torneio em rebatidas (.500) e Danny Valencia, de Israel, liderou em corridas (7), home runs (3), corridas impulsionadas (9), walks (5), e percentual de slugging (1.000). Os arremessadores Orlando Yntema, dos Países Baixos, e Joey Wagman, de Israel, empataram na liderança com duas vitórias, e Wagman liderou em jogos completos (1) e eliminações (14).
Como vencedor do torneio, Israel garantiu qualificação para competir nas Olimpíadas de Tóquio. O segundo colocado no torneio, os Países Baixos, terá outra oportunidade para qualificação no Torneio de Qualificação Final.

### Classificação
| Equipe        | V | D | Desempenho | CM | CS |
| ------------- | - | - | ---------- | -- | -- |
| Israel        | 4 | 1 | .800       | 34 | 11 |
| Países Baixos | 4 | 1 | .800       | 26 | 15 |
| Chéquia       | 3 | 2 | .600       | 27 | 17 |
| Espanha       | 2 | 3 | .400       | 16 | 20 |
| Itália        | 2 | 3 | .400       | 23 | 26 |
| África do Sul | 0 | 5 | .000       | 8  | 46 |

| 18 de setembro de 2019 | Países Baixos | 4–1 Ficha | Chéquia | Nino Cavalli Stadium, Parma Público: 140 |

| 18 de setembro de 2019 | África do Sul | adiada1 Ficha | Itália | Nino Cavalli Stadium, Parma |

| 18 de setembro de 2019 | Espanha | 0–3 Ficha | Israel | Gianni Falchi Stadium, Bolonha Público: 100 |

| 19 de setembro de 2019 | África do Sul | 1–7 Ficha | Espanha | Gianni Falchi Stadium, Bolonha Público: 100 |

| 19 de setembro de 2019 | Países Baixos | 1–8 Ficha | Israel | Nino Cavalli Stadium, Parma Público: 160 |

| 19 de setembro de 2019 | Chéquia | 1–5 Ficha | Itália | Gianni Falchi Stadium, Bolonha Público: 864 |

| 20 de setembro de 2019 | África do Sul | 4–10 (10) Ficha | Itália | Nino Cavalli Stadium, Parma Público: 150 |

| 20 de setembro de 2019 | África do Sul | 1–11 (8) Ficha | Chéquia | Nino Cavalli Stadium, Parma Público: 260 |

| 20 de setembro de 2019 | Israel | 8–2 Ficha | Itália | Nino Cavalli Stadium, Parma Público: 1,213 |

| 20 de setembro de 2019 | Espanha | 2–6 Ficha | Países Baixos | Gianni Falchi Stadium, Bolonha Público: 250 |

| 21 de setembro de 2019 | África do Sul | 1–7 Ficha | Países Baixos | Gianni Falchi Stadium, Bolonha Público: 110 |

| 21 de setembro de 2019 | Itália | 3–4 Ficha | Espanha | Nino Cavalli Stadium, Parma Público: 1,230 |

| 21 de setembro de 2019 | Chéquia | 7–4 Ficha | Israel | Gianni Falchi Stadium, Bolonha |

| 22 de setembro de 2019 | Israel | 11–1 (8) Ficha | África do Sul | Nino Cavalli Stadium, Parma Público: 225 |

| 22 de setembro de 2019 | Espanha | 3–6 Ficha | Chéquia | Nino Cavalli Stadium, Parma Público: 62 |

| 22 de setembro de 2019 | Países Baixos | 8–3 Ficha | Itália | Gianni Falchi Stadium, Bolonha Público: 520 |

1 partida adiada no 6º inning, quando estava 4–4; continuada em 20 de setembro.

## Premier12 de 2019
As 12 melhores equipes do ranking de beisebol qualificaram para a competição do Premier12 de 2019. Equipes das Américas, da Ásia e da Oceania puderam garantir vagas para as Olimpíadas 2020 através deste torneio. o México conquistou a vaga como o melhor classificado das Américas, enquanto a Coreia do Sul garantiu a vaga como o melhor posicionado de Ásia e Oceania (excluindo o país-sede das Olimpíadas 2020, Japão).

### Classificação final
| Pos.                         | Equipe               | V | D |
| ---------------------------- | -------------------- | - | - |
| 1                            | Japão                | 7 | 1 |
| 2                            | Coreia do Sul        | 5 | 3 |
| Disputa do bronze            |                      |   |   |
| 3                            | México               | 6 | 2 |
| 4                            | Estados Unidos       | 4 | 4 |
| Eliminados na Fase Final     |                      |   |   |
| 5                            | Taipé Chinês         | 4 | 3 |
| 6                            | Austrália            | 2 | 5 |
| Eliminados na Fase de Grupos |                      |   |   |
| 7                            | Canadá               | 1 | 2 |
| 7                            | República Dominicana | 1 | 2 |
| 7                            | Venezuela            | 1 | 2 |
| 10                           | Cuba                 | 1 | 2 |
| 10                           | Países Baixos        | 0 | 3 |
| 10                           | Porto Rico           | 0 | 3 |

## Evento de Qualificação das Américas
Os Estados Unidos venceram o Evento de Qualificação das Américas que contou com oito equipes, e foi premiado com a vaga olímpica concedida ao vencedor do torneio. As equipes que terminaram em segundo e terceiro lugar no evento, República Dominicana e Venezuela, irão disputar o Torneio de Qualificação Final.
Todas as equipes americanas que competiram no Premier12 de 2019, porém não conquistaram a vaga olímpica naquele torneio recebera uma vaga para este Evento de Qualificação. Além disso, o evento incluiu os dois melhores classificados nos Jogos Pan-Americanos de 2019 que não qualificaram para o Premier12 de 2019. O evento foi programado para ser realizado originalmente de 22 a 26 de março de 2020, no Arizona, porém foi adiado para 31 de maio a 5 de junho em Port St. Lucie e West Palm Beach, Flórida, devido à pandemia da COVID-19.
Canadá, República Dominicana, Estados Unidos e Venezuela avançaram para a fase final de quatro equipes. O Canadá ficou em quarto, sendo eliminado de qualquer chance de qualificação olímpica.

### Qualificação
Premier 12 de 2019
- Estados Unidos
- Cuba
- Canadá
- Porto Rico
- Venezuela
- República Dominicana

Jogos Pan-Americanos de 2019
- Colômbia
- Nicarágua

### Grupo A
| Equipe               | V | D | Desempenho | CM | CS |
| -------------------- | - | - | ---------- | -- | -- |
| Estados Unidos       | 2 | 0 | 1.000      | 15 | 7  |
| República Dominicana | 2 | 1 | 0.667      | 24 | 13 |
| Nicarágua            | 1 | 2 | 0.333      | 11 | 26 |
| Porto Rico           | 0 | 2 | 0.000      | 8  | 12 |

| 31 de maio de 2021 | Porto Rico | 2–5 Ficha | República Dominicana | Clover Park, Port St. Lucie Público: 2,835 |

| 31 de maio de 2021 | Estados Unidos | 7–1 Ficha | Nicarágua | Clover Park, Port St. Lucie Público: 3,500 |

| 1 de junho de 2021 | Nicarágua | 7–6 (10) Ficha | Porto Rico | FITTEAM Ballpark of the Palm Beaches, West Palm Beach Público: 748 |

| 1 de junho de 2021 | República Dominicana | 6–8 Ficha | Estados Unidos | FITTEAM Ballpark of the Palm Beaches, West Palm Beach Público: 200 |

| 2 de junho de 2021 | Nicarágua | 3–13 (8) Ficha | República Dominicana | Clover Park, Port St. Lucie Público: 892 |

| 3 de junho de 2021 | Porto Rico | 1–6 (abandonou devido à chuva) Ficha | Estados Unidos | Clover Park, Port St. Lucie Público: 0 |

### Grupo B
| Equipe    | V | D | Desempenho | CM | CS |
| --------- | - | - | ---------- | -- | -- |
| Venezuela | 3 | 0 | 1.000      | 14 | 7  |
| Canadá    | 2 | 1 | 0.667      | 13 | 10 |
| Cuba      | 1 | 2 | 0.333      | 26 | 15 |
| Colômbia  | 0 | 3 | 0.000      | 5  | 26 |

| 31 de maio de 2021 | Venezuela | 6–5 Ficha | Cuba | FITTEAM Ballpark of the Palm Beaches, West Palm Beach Público: 3,629 |

| 31 de maio de 2021 | Colômbia | 0–7 Ficha | Canadá | FITTEAM Ballpark of the Palm Beaches, West Palm Beach Público: 1,042 |

| 1 de junho de 2021 | Colômbia | 2–3 Ficha | Venezuela | Clover Park, Port St. Lucie Público: 513 |

| 1 de junho de 2021 | Canadá | 6–5 Ficha | Cuba | Clover Park, Port St. Lucie Público: 2,503 |

| 2 de junho de 2021 | Canadá | 0–5 Ficha | Venezuela | FITTEAM Ballpark of the Palm Beaches, West Palm Beach Público: 528 |

| 2 de junho de 2021 | Cuba | 16–3 (7) Ficha | Colômbia | FITTEAM Ballpark of the Palm Beaches, West Palm Beach Público: 2,031 |

### Fase final
| Equipe               | V | D | Desempenho | CM | CS |
| -------------------- | - | - | ---------- | -- | -- |
| Estados Unidos       | 3 | 0 | 1.000      | 22 | 9  |
| República Dominicana | 2 | 1 | 0.667      | 26 | 17 |
| Venezuela            | 1 | 2 | 0.333      | 11 | 18 |
| Canadá               | 0 | 3 | 0.000      | 6  | 21 |

| 4 de junho de 2021 | República Dominicana | 14–4 Ficha | Venezuela | FITTEAM Ballpark of the Palm Beaches, West Palm Beach Público: 829 |

| 4 de junho de 2021 | Canadá | 1–10 Ficha | Estados Unidos | FITTEAM Ballpark of the Palm Beaches, West Palm Beach Público: 839 |

| 5 de junho de 2021 | República Dominicana | 6–5 Ficha | Canadá | Clover Park, Port St. Lucie Público: 2,000 |

| 5 de junho de 2021 | Estados Unidos | 4–2 Ficha | Venezuela | Clover Park, Port St. Lucie Público: 2,202 |

## Torneio de Qualificação Final
O vencedor do Torneio de Qualificação final garantirá a última vaga para os Jogos Olímpicos de 2020. Seis equipes participarão: o vice-campeão do Torneio de Qualificação África/Europa, o vice-campeão e o terceiro colocado do Torneio de Qualificação das América, além dos dois primeiros do Campeonato Asiático de Beisebol de 2019 que ainda não estiverem qualificados para as Olimpíadas, e da Austrália (escolhida para representar a região da Oceania).
O torneio estava originalmente marcado para ser realizado de 1 a 5 de abril de 2020 em Taichung e Douliu, Taipé Chinês. Foi inicialmente adiado para 17 a 21 de junho devido à pandemia da COVID-19. Após a decisão pelo adiamento dos Jogos Olímpicos para 2021 devido à pandemia da covid-19, a WBSC adiou novamente o torneio, deste vez de 16 a 20 de junho de 2021 no Taipé Chinês.  Em maio de 2021, devido a um aumento nos casos de COVID-19 transmitidos domesticamente no Taipé Chinês e com as novas restrições do governo, a WBSC moveu o qualificatório final para 22 a 26 de junho de 2021, na cidade de Puebla de Zaragoza, México.
Em 7 de maio de 2021, a WBSC anunciou que a China desistiu da competição. O Taipé Chinês também desistiu, em 2 de junho de 2021, devido a preocupações com a segurança dos jogadores devido à COVID-19 no México, restando quatro equipes e sem representação asiática no torneio final de qualificação.  Em 8 de junho de 2021, a Austrália desistiu do torneio devido a questões logísticas causadas pela COVID-19, deixando apenas três equipes na competição.

### Qualificação
Evento de Qualificação das Américas de 2020
- República Dominicana (vice-campeão)
- Venezuela (terceiro lugar)

Evento de Qualificação da África/Europa de 2020
- Países Baixos (vice-campeão)

Campeonato Asiático de Beisebol de 2019
- Taipé Chinês (vencedor) (desistiu)
- China (terceiro lugar) (desistiu)

Representante da Oceania
- Austrália[15] (desistiu)

### Fase única
| Equipe               | V | D | Desempenho | CM | CS |
| -------------------- | - | - | ---------- | -- | -- |
| República Dominicana | 0 | 0 | 0.000      | 0  | 0  |
| Países Baixos        | 0 | 0 | 0.000      | 0  | 0  |
| Venezuela            | 0 | 0 | 0.000      | 0  | 0  |

| 22 de junho de 2021 | Venezuela | ' | República Dominicana | Estadio Hermanos Serdán, Puebla de Zaragoza |

| 23 de junho 2021 | Países Baixos | ' | Venezuela | Estadio Hermanos Serdán, Puebla de Zaragoza |

| 24 de junho de 2021 | República Dominicana | ' | Países Baixos | Estadio Hermanos Serdán, Puebla de Zaragoza |